# Yttre Hattjärnen
Yttre Hattjärnen är en sjö i Bodens kommun i Norrbotten och ingår i Alåns huvudavrinningsområde. Sjöns area är 0,043 kvadratkilometer och den befinner sig 140,9 meter över havet.